# George Edward Dobson
George Edward Dobson, född 4 september 1848 i Edgeworthstown, County Longford, Irland, död 26 november 1895 i West Malling, Kent, England, var en irländsk zoolog, arméläkare och fotograf.
Dobson studerade sedan 1866 biologi och medicin vid Trinity College i Dublin. 1868 blev han inkallad till läkarkåren av Storbritanniens armé och stationerad i Indien. 1872 blev Dobson flyttad till Andamanerna och Nikobarerna, bland annat för att göra fotografier av öarnas ursprungsbefolkning. 1974 valdes han till ledamot av Linnean Society of London. Efter hemkomsten till England publicerade Dobson 1876 Monograph of the Asiatic Chiroptera som beskrev asiatiska fladdermöss. 1878 fick Dobson anställning som kurator för museet vid Netley Hospital i Hampshire, England. Samma år utkom verket som han är mest känt för: Catalogue of the Chiroptera in Collection of British Museum. I avhandlingen Monograph of the Insectivora, Systematic and Anatomical från 1882 till 1890 undersökte han däggdjursgruppen insektsätare, som idag är uppdelad i olika ordningar. 1883 blev Dobson ledamot av Royal Society.
Flera organismer är uppkallade efter George Edward Dobson, bland annat:
- Dobsonia, fladdermussläkte
- Sphaerotheca dobsoni, ett groddjur
- Microgale dobsoni, en tanrek
- Epomops dobsoni, en fladdermus